# Leon (condado de Waushara, Wisconsin)
Leon es un pueblo ubicado en el condado de Waushara en el estado estadounidense de Wisconsin. En el Censo de 2010 tenía una población de 1.439 habitantes y una densidad poblacional de 15,33 personas por km².

## Geografía
Leon se encuentra ubicado en las coordenadas 44°6′53″N 89°4′45″O / 44.11472, -89.07917. Según la Oficina del Censo de los Estados Unidos, Leon tiene una superficie total de 93.9 km², de la cual 93.24 km² corresponden a tierra firme y (0.7%) 0.65 km² es agua.

## Demografía
Según el censo de 2010, había 1.439 personas residiendo en Leon. La densidad de población era de 15,33 hab./km². De los 1.439 habitantes, Leon estaba compuesto por el 98.05% blancos, el 0.14% eran afroamericanos, el 0.56% eran amerindios, el 0.14% eran asiáticos, el 0% eran isleños del Pacífico, el 0.97% eran de otras razas y el 0.14% pertenecían a dos o más razas. Del total de la población el 1.25% eran hispanos o latinos de cualquier raza.